# Christian Møller
Christian Møller (22 de dezembro de 1904 — Gentofte, 14 de janeiro de 1980) foi um físico e químico dinamarquês.
Contribuiu com trabalhos fundamentais sobre teoria da relatividade, gravitação e química quântica. É conhecido pela teoria da perturbação de Møller–Plesset.

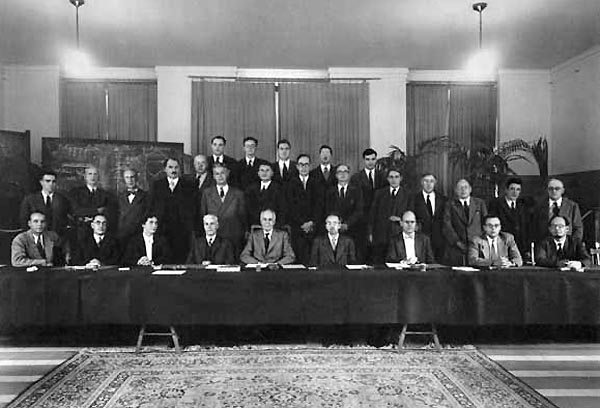
Conferência de Solvay sobre física em Bruxelas, 1951. Da esquerda para a direita, sentados: Crussaro, Norman Percy Allen, Yvette Cauchois, Borelius, William Lawrence Bragg, Christian Møller, Sietz, John Herbert Hollomon, Frank; fila do meio: Gerhart Rathenau,^{(nl)} Koster, Erik Rudberg,^{(sv)}, Flamache, Goche, Groven, Egon Orowan, Jan Burgers, William Bradford Shockley, André Guinier, C.S. Smith, Ulrich Dehlinger, Laval, Émile Henriot; fila superior: Gaspart, Lomer, Alan Cottrell, Georges Homes, Hubert Curien

Presidiu a 14ª Conferência de Solvay, em 1967.

## Livros
- The world and the atom, Londres, 1940[4]
- The theory of relativity, Oxford : Clarendon Press, 1972
- A study in gravitational collapse, Copenhage : Munksgaard, 1975
- On the crisis in the theory of gravitation and a possible solution, Copenhage : Munksgaard, 1978
- Evidence for gravitational theories (Editor), Academic Press, 1963